# Macajuba
Macajuba este un oraș în statul Bahia (BA) din Brazilia.